# Analanjirofo

Die Region Analanjirofo liegt im Nordosten Madagaskars

Analanjirofo ist eine der 22 Regionen Madagaskars. Es gehört zur (alten) Provinz Toamasina im Nordosten der Insel. Im Jahr 2014 lebten 1.063.000 Einwohner in der Region.

## Geographie
Die Region Analanjirofo hat eine Fläche von 21.930 km². Hauptstadt ist Fenoarivo Atsinanana.

## Verwaltungsgliederung
Die Region Analanjirofo ist in sechs Distrikte aufgeteilt.
- 1. Fénérive-Est
- 2. Manarana-Nord
- 3. Maroantsetra
- 4. Sainte-Marie (Nosy Boraha)
- 5. Soanierana Ivongo
- 6. Vavatenina

## Natur
- Nationalpark Mananara Nord